# 262 (numero)
Duecentosessantadue (262) è il numero naturale dopo il 261 e prima del 263.

## Proprietà matematiche
- È un numero pari.
- È un numero semiprimo.
- È un numero composto con 4 divisori: 1, 2, 131, 262. Poiché la somma dei suoi divisori (escluso il numero stesso) è 134 < 262, è un numero difettivo.
- È un numero palindromo nel sistema numerico decimale.
- È parte della terna pitagorica (262, 17160, 17162).
- È un numero intoccabile.
- È un numero felice.
- È un numero congruente.

## Astronomia
- 262P/McNaught-Russell è una cometa periodica del sistema solare.
- 262 Valda è un asteroide della fascia principale del sistema solare.

## Astronautica
- Cosmos 262 è un satellite artificiale russo.